# Xã Fulton, Quận Fulton, Arkansas
Xã Fulton (tiếng Anh: Fulton Township) là một xã thuộc quận Fulton, tiểu bang Arkansas, Hoa Kỳ. Năm 2010, dân số của xã này là 1.049 người.